# Jogos Mundiais
Os Jogos Mundiais (em inglês:  World Games) é um importante evento internacional poliesportivo onde são disputadas modalidades esportivas não olímpicas que são reconhecidas pelo Comité Olímpico Internacional (COI). Tem sua organização pela Associação Internacional dos Jogos Mundiais (International World Games Association, IWGA).
Alguns dos esportes que já fizeram parte do programa dos Jogos Mundiais houve outros que se tornaram Olímpicos, como o badminton e o triatlo. Para se escolher novos esportes do programa olímpico o COI leva em consideração sua participação em Jogos Mundiais passados, sendo este evento uma espécie de "laboratório" para futuros esportes Olímpicos. Entretanto, muitos desses esportes têm dificuldade em entrar no programa Olímpico, devido a limitações no número de participantes pelo COI e por ter uma quantidade de federações nacionais abaixo do limite.
Entre os esportes que hoje fazem parte do programa dos Jogos Mundiais estão a orientação, punhobol, esqui aquático, patinação, boliche, squash, karatê, beisebol, o softbol, entre outros. A inclusão de esportes nos Jogos Mundiais leva em conta a infraestrutura da cidade sede, não havendo a necessidade de construir instalações para a disputa das mesmas. Assim como os Jogos Olímpicos, os Jogos Mundiais acontecem a cada quatro anos (sempre um ano depois dos Jogos Olímpicos de Verão). Sua primeira edição aconteceu em 1981, em Santa Clara, Estados Unidos.

## Sedes
| Edição  | Cidade      | País                                              | Atletas/Países Participantes | Esportes (Oficiais/Demonstração) |
| ------- | ----------- | ------------------------------------------------- | ---------------------------- | -------------------------------- |
| 1981    | Santa Clara | Estados Unidos                                    | 1265 / 34                    | 18 / 0                           |
| 1985    | Londres     | Reino Unido                                       | 1550 / 34                    | 19 / 4                           |
| 1989    | Karlsruhe   | Alemanha Ocidental                                | 1965 / 44                    | 19 / 0                           |
| 1993    | Haia        | Países Baixos                                     | 2275 / 69                    | 22 / 3                           |
| 1997    | Lahti       | Finlândia                                         | 2600 / 78                    | 25 / 5                           |
| 2001    | Akita       | Japão                                             | 3200 / 93                    | 26 / 5                           |
| 2005    | Duisburgo   | Alemanha                                          | 3200 / 93                    | 34 / 6                           |
| 2009    | Kaohsiung   | República da China · (compete como Taipé Chinesa) | 3235 / 90                    | 26 / 5                           |
| 2013[a] | Cali        | Colômbia                                          | 3870 / 109                   | 36 / 5                           |
| 2017    | Wroclaw     | Polónia                                           | 3168 / 102                   | 27 / 4                           |
| 2021    | Birmingham  | Estados Unidos                                    | 3457 / 99                    | 30 / 12                          |
| 2025    | Chengdu     | China                                             |                              |                                  |

a  Originalmente os Jogos Mundiais de 2013 seriam divididos entre as cidades alemãs Duisburg e Düsseldorf, mas em 8 de dezembro de 2008, o conselho de Duisburg aprovou uma moção de resignição em relação a realização dos Jogos. O prefeito Dirk Elbers de Düsseldorf, no dia seguinte, emitiu um comunicado à imprensa também retirando a cidade da organização dos Jogos, já que o objetivo era a "cooperação regional e suporte".
Na reunião anual geral da IWGA em Denver (EUA) algumas cidades da África do Sul e da Colômbia apresentaram suas candidaturas, mas nada ficou decidido. Após a visita dos delegados da IWGA, Cali foi selecionada como cidade-sede para os Jogos.

## Esportes oficiais
| - Aikidô - Bilhar - Boliche - Bocha - Cabo de guerra - Caiaque-Polo - Corfebol - Dança de salão - Esqui aquático - Fisiculturismo - Frisbee - Futebol americano | - Ginástica acrobática - Ginástica aeróbica - Levantamento de peso básico - Handebol de praia - Hóquei em linha - Jiu-jitsu - Karatê - Nado subaquático - Netball - Orientação - Paraquedismo - Patinação artística | - Patinação de velocidade - Pesca esportiva - Petanca - Punhobol - Raquetebol - Rugby - Salvamento - Sinuca - Squash - Softbol - Sumô - Surf - Tiro com arco em campo aberto - Tumbling |

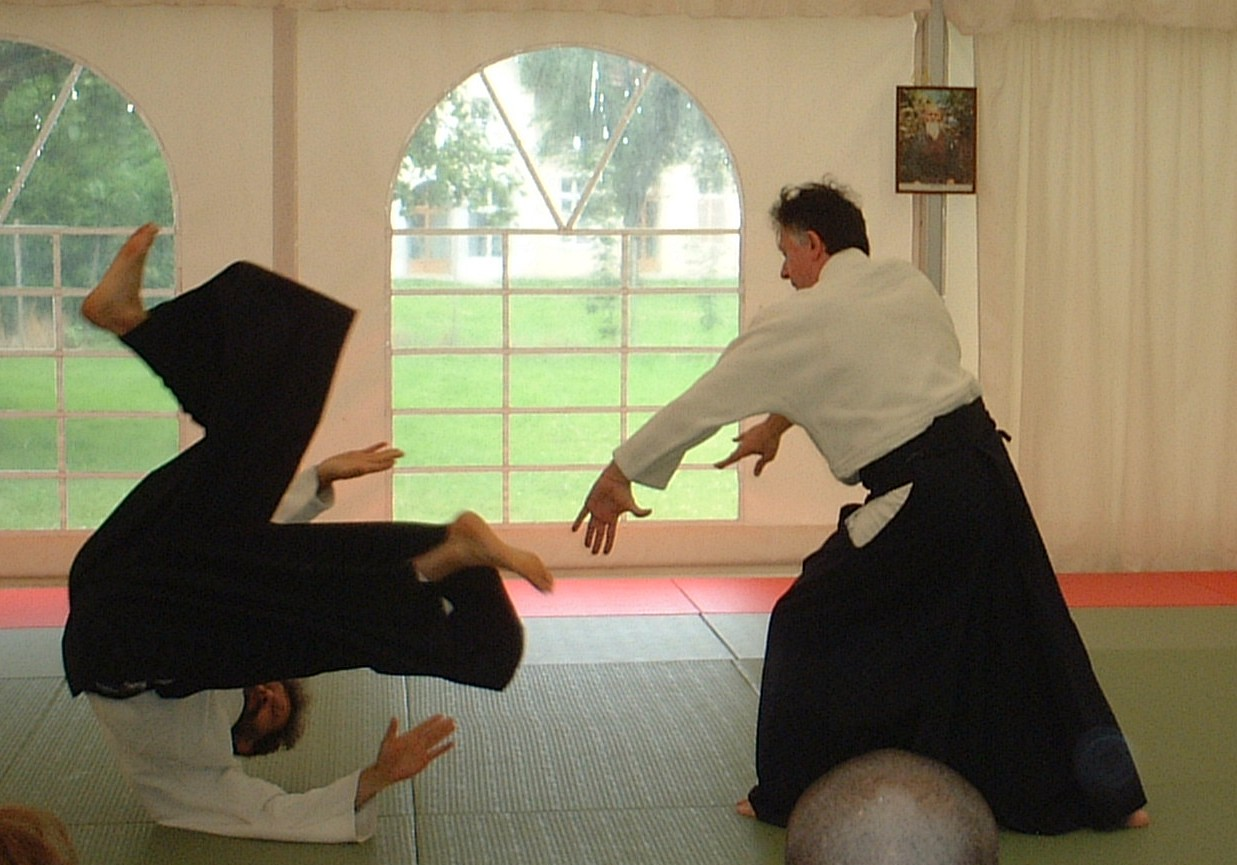
Projeção, uma técnica do aikidô.
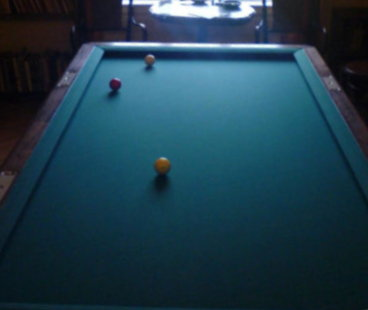
Uma mesa de bilhar.
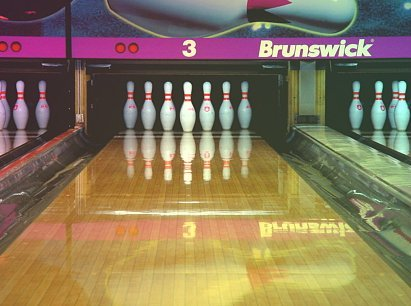
Pista de boliche.
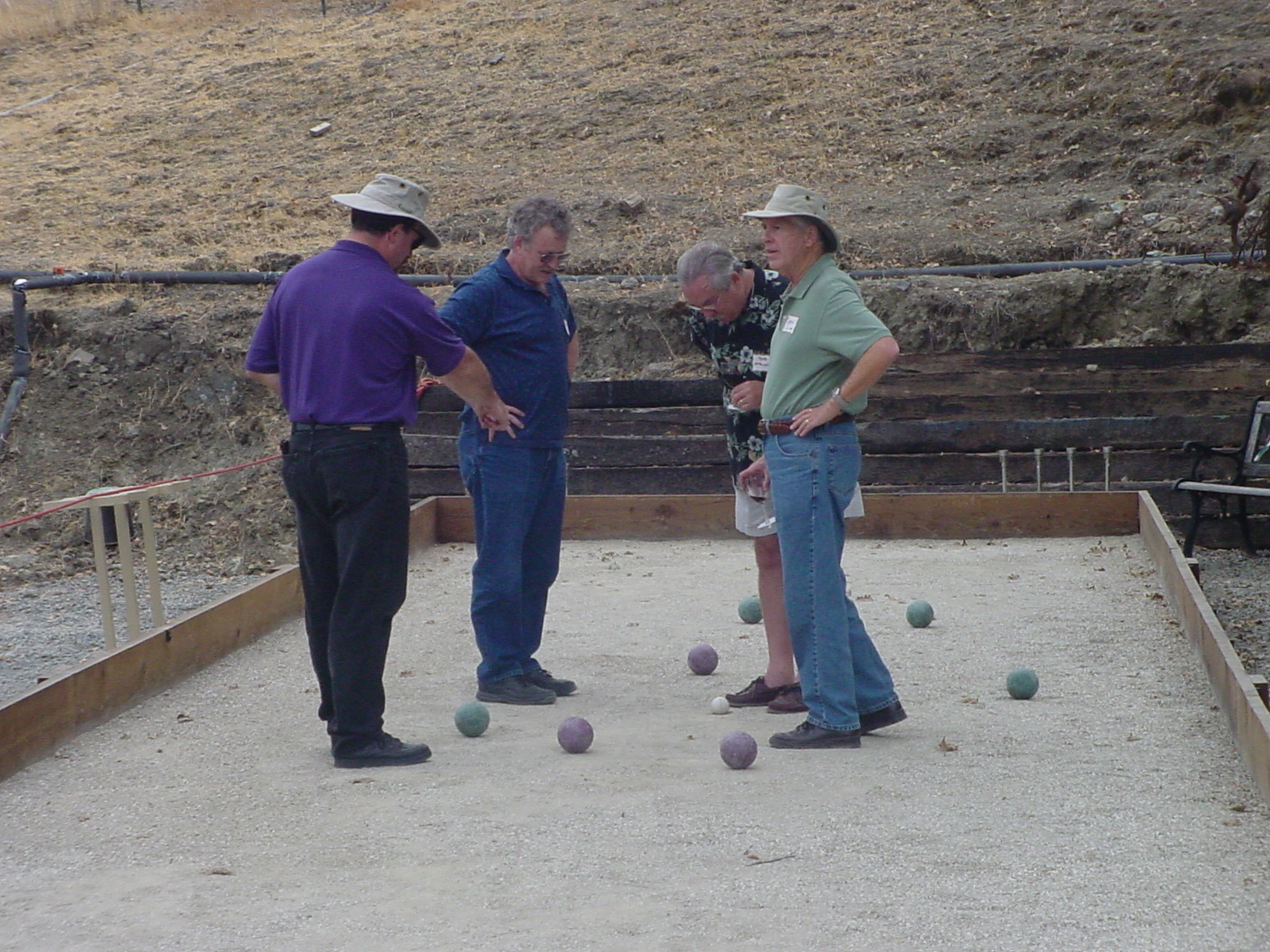
Jogadores de bocha conferindo os pontos.
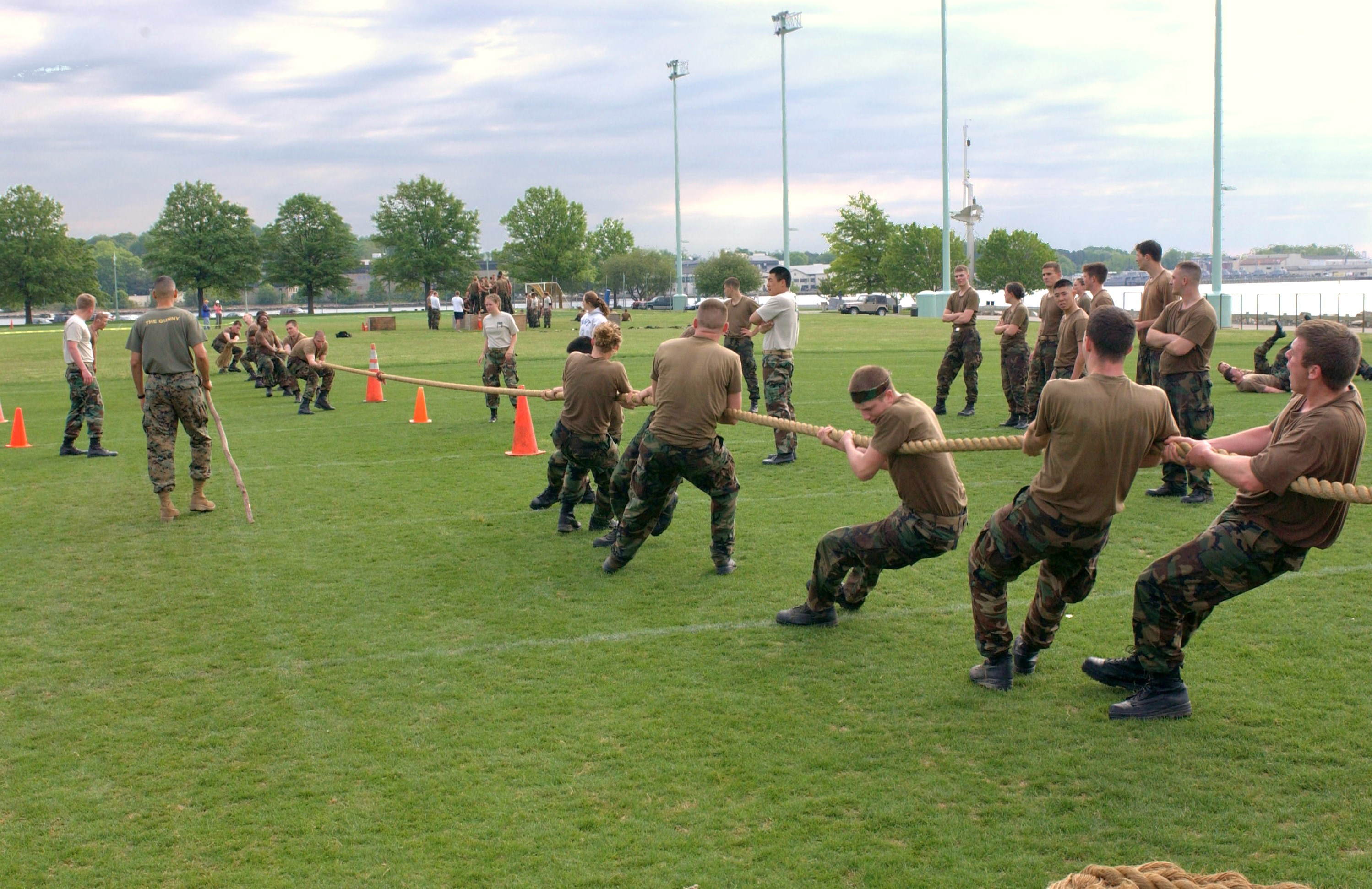
Uma disputa de cabo de guerra.
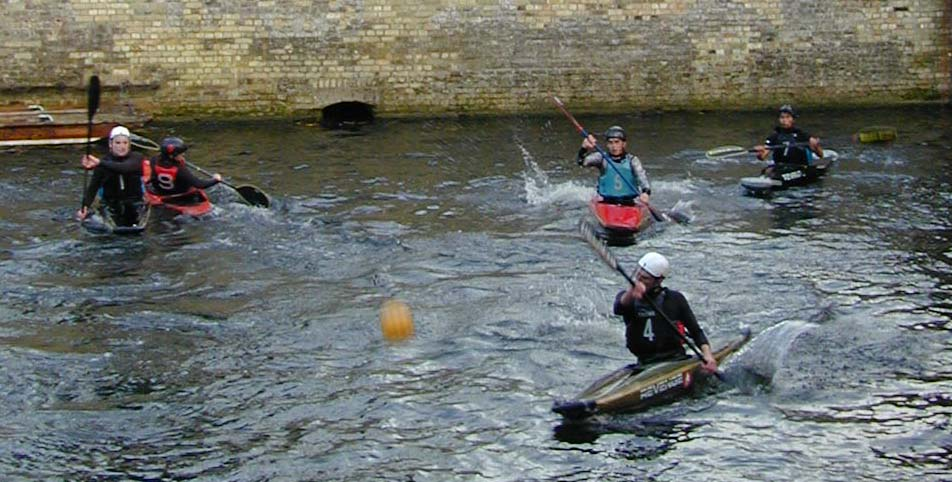
Uma partida de caiaque-polo.
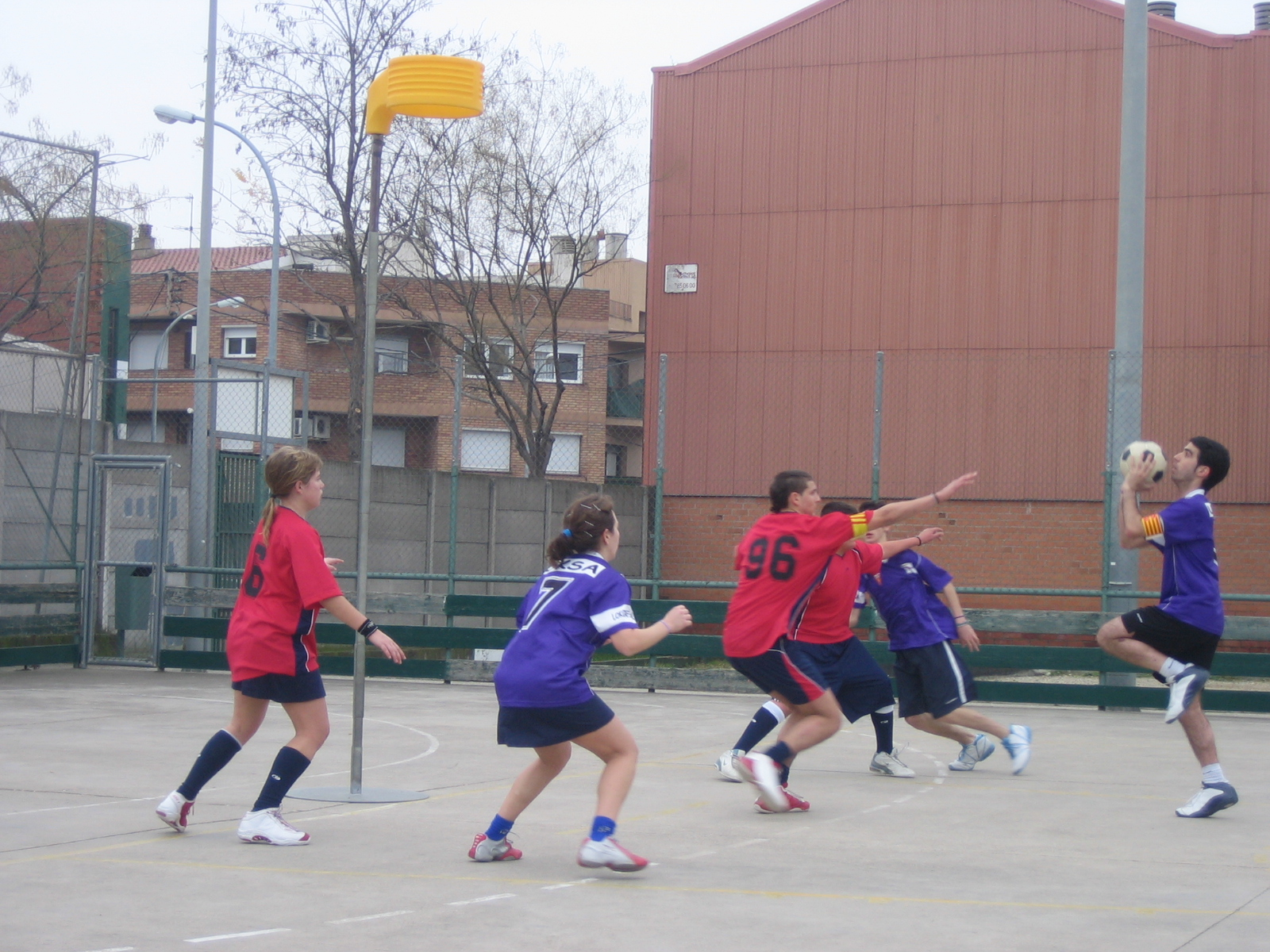
Corfebol.
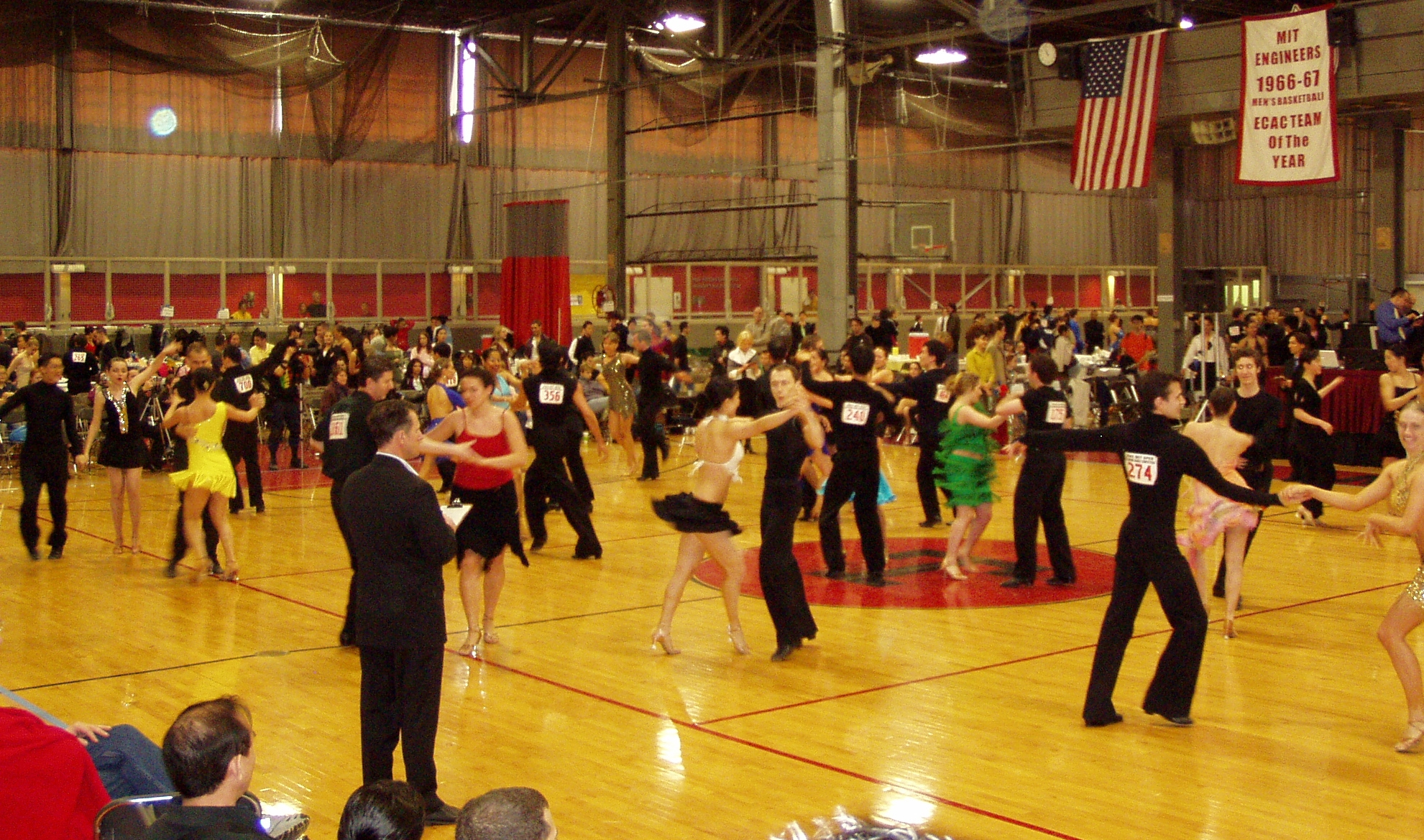
Competição de dança de salão.
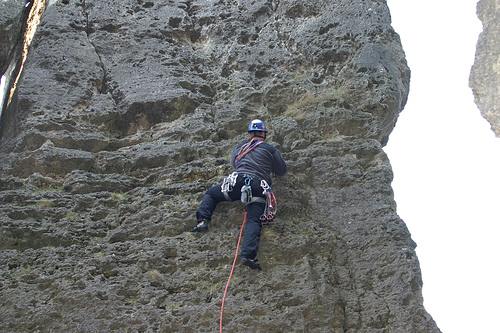
Escalada.
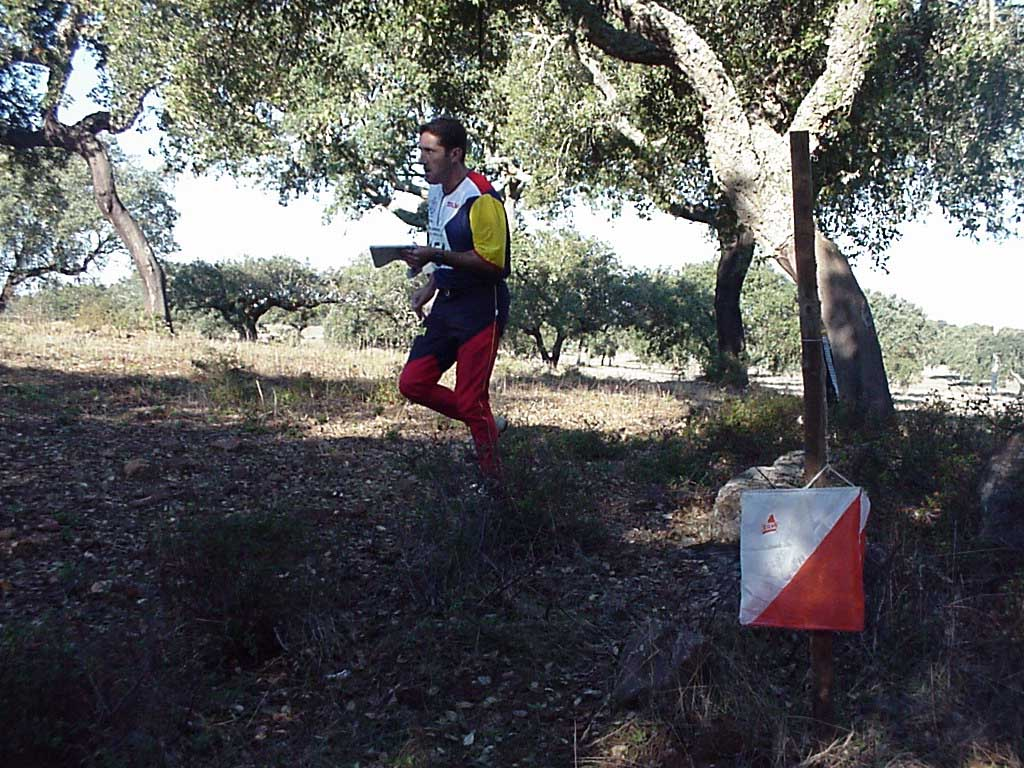
Atleta numa prova de orientação.
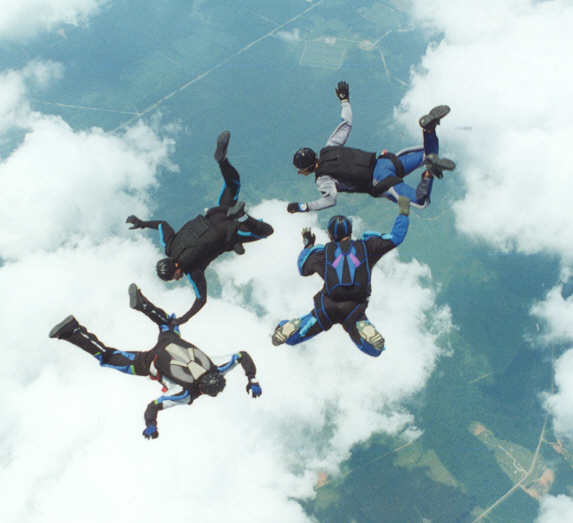
O skydiving, uma das variantes do paraquedismo.
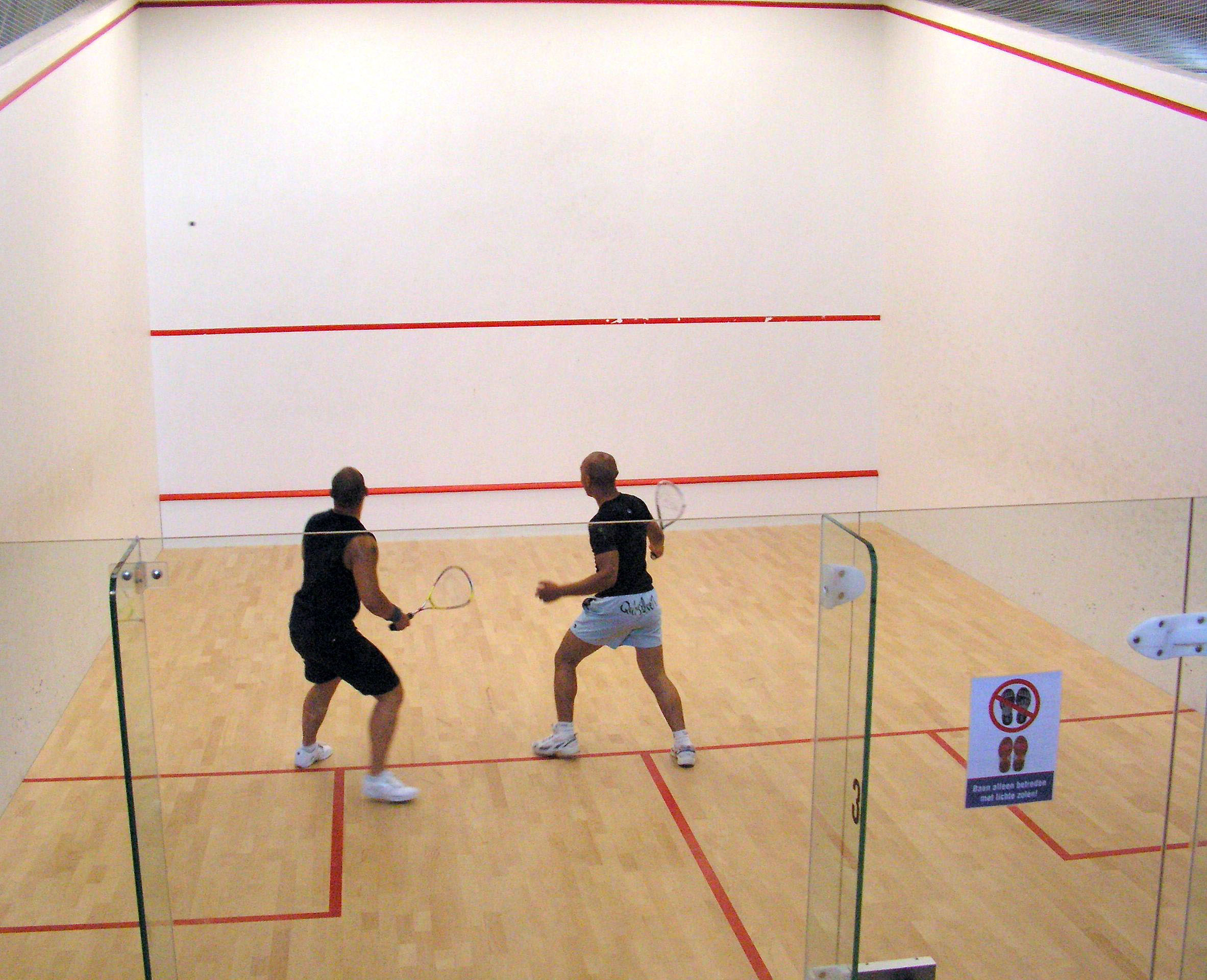
Squash.

## Esportes do passado

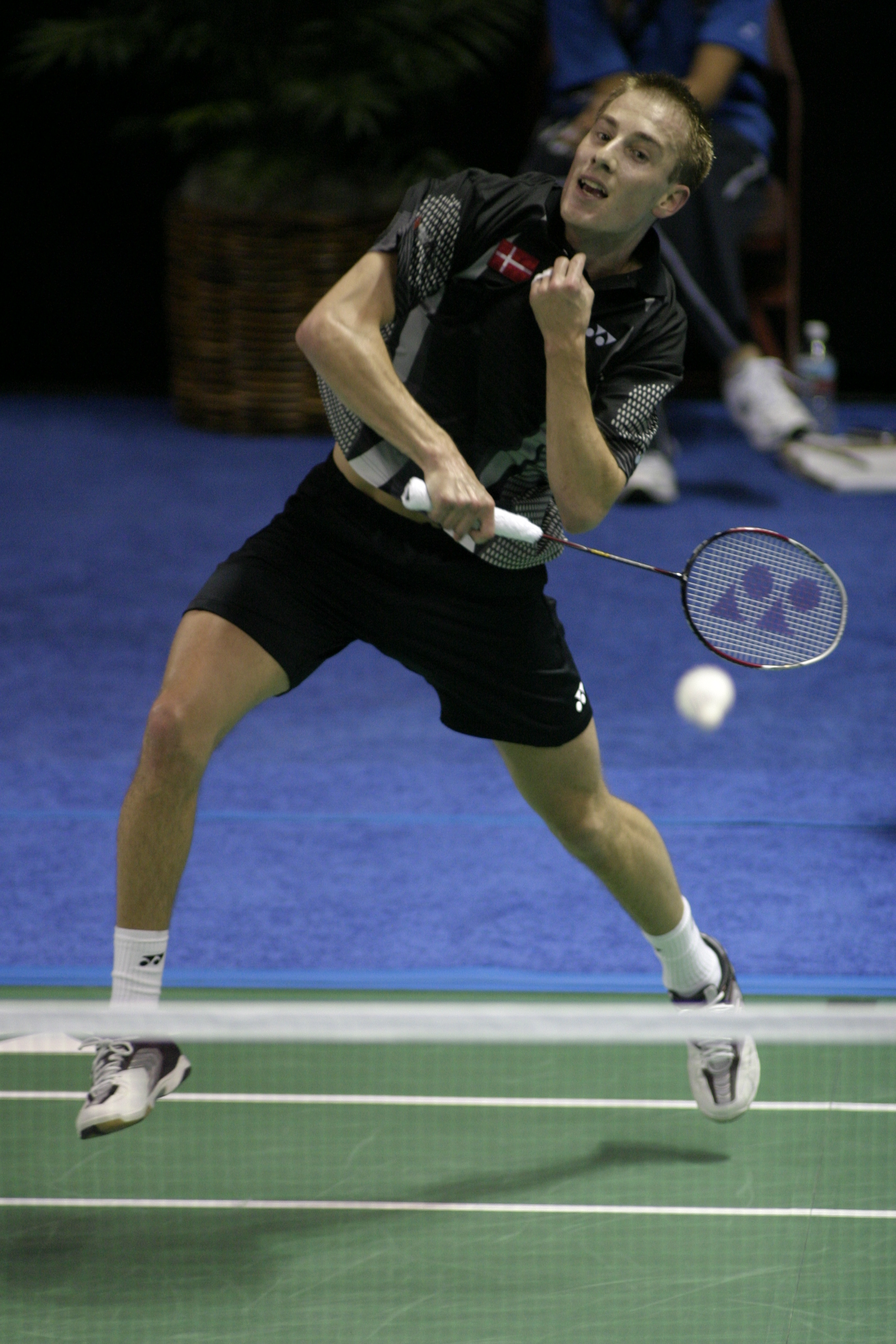
O badminton já fez parte do programa dos Jogos Mundiais.

Os seguintes esportes já fizeram parte dos Jogos Mundiais, mas foram removidos após a inclusão nos Jogos Olímpicos:
- Badminton - tornou-se olímpico nos Jogos Olímpicos de Verão de 1992
- Beisebol - tornou-se olímpico nos Jogos Olímpicos de Verão de 1992, mas foi excluído para os Jogos Olímpicos de Verão de 2012 e volta novamente para os Jogos Olímpicos de Verão de 2020.
- Softbol - tornou-se olímpico nos Jogos Olímpicos de Verão de 1996, mas foi excluído para os Jogos Olímpicos de Verão de 2012, retornou aos Jogos Mundiais em 2009 e volta novamente para os Jogos Olímpicos de Verão de 2020.
- Rugby sevens - tornou-se olímpico nos Jogos Olímpicos de Verão de 2016
- Taekwondo - tornou-se olímpico nos Jogos Olímpicos de Verão de 2000
- Trampolim acrobático - tornou-se olímpico nos Jogos Olímpicos de Verão de 2000
- Triatlo - tornou-se olímpico nos Jogos Olímpicos de Verão de 2000
- Voleibol de praia - tornou-se olímpico nos Jogos Olímpicos de Verão de 1996
- Escalada - torna-se olímpico nos Jogos Olímpicos de Verão de 2020

## Ranking Histórico de Medalhas
| Ordem | País           | Medalha de ouro | Medalha de prata | Medalha de bronze |     |
| ----- | -------------- | --------------- | ---------------- | ----------------- | --- |
| 1     | Itália         | 120             | 120              | 111               | 351 |
| 2     | Estados Unidos | 114             | 106              | 91                | 311 |
| 3     | Alemanha       | 107             | 95               | 121               | 323 |
| 4     | Rússia         | 81              | 58               | 44                | 183 |
| 5     | França         | 70              | 70               | 71                | 211 |
| 6     | Grã Bretanha   | 47              | 49               | 66                | 162 |
| 7     | China          | 41              | 37               | 20                | 98  |
| 8     | Japão          | 37              | 29               | 43                | 109 |
| 9     | Coreia do Sul  | 37              | 13               | 17                | 67  |
| 10    | Austrália      | 35              | 50               | 36                | 121 |

## Recordistas de Medalhas
- O maior medalhista da história dos Jogos Mundiais é o alemão Jürgen Kolenda, com 11 medalhas de ouro conquistadas nas 11 provas que ele disputou em 2 edições destes jogos.[6][7]